# Prionocyphon limbatus
Prionocyphon limbatus là một loài bọ cánh cứng trong họ Scirtidae. Loài này được LeConte miêu tả khoa học năm 1866.